# Liste der Monuments historiques in Grandville
Die Liste der Monuments historiques in Grandville führt die Monuments historiques in der französischen Gemeinde Grandville auf.

## Liste der Immobilien
| Bezeichnung      | Beschreibung                                | Standort          | Kennzeichnung | Schutzstatus | Datum | Bild           |
| ---------------- | ------------------------------------------- | ----------------- | ------------- | ------------ | ----- | -------------- |
| Kirche St-Martin | Chor und Querschiff aus dem 16. Jahrhundert | Grande-Rue (Lage) | PA00078119    | Classé       | 1913  | weitere Bilder |

## Liste der Objekte
| Bezeichnung               | Beschreibung                                                 | Standort                       | Kennzeichnung | Schutzstatus | Datum | Bild |
| ------------------------- | ------------------------------------------------------------ | ------------------------------ | ------------- | ------------ | ----- | ---- |
| Taufbecken                | Kalkstein, farbig gefasst, Ende des 16. Jahrhunderts         | in der Kirche St-Martin (Lage) | PM10000881    | Classé       | 1911  |      |
| Skulptur Madonna mit Kind | Kalkstein, farbig gefasst, erste Hälfte des 16. Jahrhunderts | in der Kirche St-Martin (Lage) | PM10000880    | Classé       | 1911  |      |
| Fünf Kirchenfenster       | aus dem 16. Jahrhundert                                      | in der Kirche St-Martin (Lage) | PM10000879    | Classé       | 1913  |      |